# Seznam azerbajdžanskih fotografov
Seznam azerbajdžanskih fotografov.

## A
- Akif Agayev
- Mircavad Axundzade

## B
- Kamal Babayev

## E
- Rena Effendi
- Senan Eleskerov

## F
- Fatali Fataliyev

## Q
- Perviz Quliyev